# Warren O. Arnold

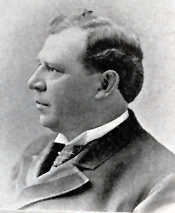
Warren O. Arnold

Warren Otis Arnold (* 3. Juni 1839 in Coventry, Rhode Island; † 1. April 1910 in Westerly, Rhode Island) war ein US-amerikanischer Politiker. Zwischen 1887 und 1891 sowie zwischen 1895 und 1897 vertrat er den zweiten Wahlbezirk des Bundesstaates Rhode Island im US-Repräsentantenhaus.

## Werdegang
Warren Arnold besuchte die öffentlichen Schulen seiner Heimat und war danach von 1857 bis 1864 in Coventry im Handel tätig. Danach begann er in der Textilindustrie zu arbeiten. Politisch wurde er Mitglied der Republikanischen Partei. 1886 wurde er als deren Kandidat im zweiten Distrikt von Rhode Island in das US-Repräsentantenhaus in Washington, D.C. gewählt. Dort löste er am 4. März 1887 den Demokraten Charles H. Page ab, den er bei der Wahl geschlagen hatte. Nach einer Wiederwahl im Jahr 1888 konnte er zunächst bis zum 3. März 1891 im Kongress verbleiben. Bei den Wahlen des Jahres 1890 erreichte keiner der Kandidaten eine Mehrheit, wodurch es zu einer Neuwahl kam, bei der Arnold nicht mehr antrat. Sein Sitz fiel wieder an Charles Page.
1894 wurde Arnold dann erneut in den Kongress gewählt, wo er am 4. März 1895 seinen alten Sitz wieder einnehmen und für eine Legislaturperiode bis zum 3. März 1897 ausfüllen konnte. Bei den folgenden Wahlen im Jahr 1896 verzichtete er auf eine weitere Kandidatur und zog sich nach dem Ende der Amtsperiode aus der Politik zurück. In den folgenden Jahren widmete sich Arnold wieder seinen früheren geschäftlichen Aktivitäten im Textilgewerbe.